# Newton Flotman
Newton Flotman est une paroisse civile et un village du Norfolk, en Angleterre.